# 谭家菜
谭家菜（另称榜眼菜），为官府菜中的代表，融合了粵菜和魯菜自成菜系。其风味咸甜适中，南北皆宜，尤以烹调海味最为著名。

## 沿革
相传是清末官僚，祖籍广东廣州府南海縣( 今天廣州市白雲區江高鎮 )的谭宗浚到北京当翰林后创立，最初只作为其私人家宴。辛亥革命后因家道中落，其子谭瑑青将家宴开放补贴家用，但对外不称餐馆。据记载当时的规矩是每宴必须给主人谭瑑青设一个席位。1930-40年代，谭家菜在北京上流社会的名望极高，有“戏界无腔不学谭（谭鑫培），食界无口不誇谭（谭家菜）”之说。但并不是谭瑑青亲自下厨，而是其三姨太郭荔凤（一说赵荔凤）及数名家厨。
谭瑑青夫妻去世后，由其女谭令柔和家厨彭长海等在北京米市胡同继续经营，直到1954年公私合营。1958年，彭长海迁到北京饭店，至今谭家菜仍以此为大本营，其徒弟陈玉亮及王炳和为第三代传人。目前第四代传人何建富为王炳和的徒弟。

## 特色
谭家菜的传统是选料精细，用料大方，做工细腻。擅长干货发制，常用料为鱼翅、鲍鱼、燕窝、海参。
谭家菜主要使用烧、炖、煨、扒、蒸等方法烹调，讲究浓汤、慢火细燉，以达到质感软烂，鲜美的效果。谭家菜调味上一般咸甜各半，原汁原味，从来不用爆炒，一般不用胡椒、花椒或味精。
谭家菜有近300个菜肴。其著名者有黄焖鱼翅、清炖鱼翅、沙锅鱼翅、清汤燕菜、柴把鸭子、菜心扒乌参等。